# Diritti riproduttivi
I diritti riproduttivi sono quei diritti e libertà legali relativi alla riproduzione e alla salute riproduttiva. Possono variare anche di molto a seconda del paese specifico e del continente preso in esame. L'Organizzazione Mondiale della Sanità definisce i diritti riproduttivi come segue:
I diritti riproduttivi possono includere alcuni o tutti i seguenti diritti: il diritto a ottenere un aborto legale e sicuro; il diritto alla contraccezione; la libertà dalla sterilizzazione forzata; il diritto di accedere a un'assistenza sanitaria riproduttiva di buona qualità; il diritto all'accesso all'istruzione femminile per poter fare scelte riproduttive libere e informate nei riguardi della pianificazione familiare; il diritto alla rinuncia legale alla paternità biologica.
I diritti riproduttivi possono anche includere il diritto a ricevere un'adeguata informazione per quanto concerne le malattie sessualmente trasmissibili e sugli altri aspetti della sessualità, assieme alla protezione da pratiche quali la mutilazione genitale femminile(FGM).
I diritti riproduttivi hanno cominciato a svilupparsi come un sottoinsieme dei diritti umani alla "Conferenza internazionale dei diritti umani" del 1968; la conseguente proclamazione non vincolante di Teheran fu il primo documento di un trattato internazionale che riconosceva l'esistenza di questi diritti quando affermava che "i genitori hanno un diritto umano fondamentale per determinare liberamente e responsabilmente (vedi responsabilità (filosofia)) il numero e la distanza di nascita temporale dei loro figli".
Tuttavia si è assistito a una notevole lentezza nell'incorporare tali diritti in strumenti giuridicamente vincolanti a livello internazionale; quindi, sebbene alcuni di questi diritti siano già stati riconosciuti in un diritto forte, cioè in strumenti giuridicamente vincolanti per i diritti umani internazionali, altri sono stati citati solo in raccomandazioni non vincolanti e, pertanto, posseggono nel migliore dei casi lo status di legislazione leggera (Soft law) nel diritto internazionale; mentre un altro gruppo deve ancora essere accettato nella comunità internazionale e quindi rimane a livello di propugnazione e patrocinio (advocacy).
Le questioni relative ai diritti di riproduzione sono tra alcune delle questioni di diritto più vigorosamente contestate a livello mondiale, a prescindere dal livello e dalle condizioni socioeconomiche, dalla religione o dalla cultura della popolazione.
Le questioni concernenti i diritti riproduttivi vengono spesso presentate come essere di vitale importanza nelle discussioni e negli articoli pubblici da parte delle "organizzazioni per la popolazione", ad esempio l'organizzazione non a scopo di lucro britannica Population Matters operante a livello internazionale.
I diritti riproduttivi costituiscono un sottoinsieme dei "diritti per la salute sessuale e riproduttiva".

## Storia

### Proclamazione di Teheran
Nel 1945 lo Statuto delle Nazioni Unite ha incluso l'obbligo "di promuovere ... il rispetto universale e l'osservanza delle libertà e diritti fondamentali per tutti senza discriminazioni sulla razza, il sesso, la lingua o la religione". Tuttavia la Carta non ha definito con precisione quali siano questi diritti. Tre anni dopo l'ONU ha adottato la Dichiarazione universale dei diritti umani (UDHR), il primo documento giuridico internazionale che delineava con precisione i diritti umani; l'UDHR non menziona però i diritti riproduttivi.
I diritti riproduttivi cominciarono ad apparire come un sottoinsieme dei diritti umani nella "Proclamazione di Teheran" del 1968, che afferma: "I genitori hanno un diritto umano fondamentale per determinare liberamente e responsabilmente il numero e la distanza del tempo di nascita dei loro figli".
Questo diritto è stato affermato dall'Assemblea Generale delle Nazioni Unite nella "Dichiarazione del 1969 sul progresso e lo sviluppo sociale" che afferma: "la famiglia come unità di base della società e l'ambiente naturale per la crescita e il benessere di tutti i suoi membri, in particolare bambini e giovani, dovrebbe essere assistita e protetta in modo da poter assumere pienamente le proprie responsabilità all'interno della comunità. I genitori hanno il diritto esclusivo di determinare liberamente e responsabilmente il numero e la distanza del tempo di nascita dei loro figli".
La "Conferenza Internazionale della Donna delle Nazioni Unite" del 1975 ha ripreso l'annuncio di Teheran.

### Programma d'azione del Cairo
Il ventennale programma di azione del Cairo è stato adottato nel 1994 alla "Conferenza internazionale sulla popolazione e lo sviluppo" (ICPD) del Cairo. Il programma di azione (non vincolante) ha affermato che i governi hanno la responsabilità di soddisfare le esigenze riproduttive degli individui, piuttosto che gli obiettivi demografici. Raccomanda inoltre che i servizi di pianificazione familiare siano forniti nel contesto di altri servizi sanitari riproduttivi, compresi i servizi per il parto sano e sicuro, la cura per le infezioni sessualmente trasmesse e la cura post-aborto. L'ICPD ha inoltre affrontato temi come la violenza contro le donne, il traffico sessuale e la salute degli adolescenti.
Il programma del Cairo è il primo documento di politica internazionale che definisce la salute riproduttiva, affermando:
A differenza delle precedenti conferenze sulla popolazione, al Cairo sono stati rappresentati un'ampia gamma di interessi dal più basso al più alto livello governativo. 179 nazioni hanno partecipato all'ICPD vi sono stati più di undicimila rappresentanti di governi, ONG, agenzie internazionali e di attivisti dei cittadini.
L'ICPD non ha affrontato le implicazioni di più vasta portata dell'epidemia di HIV/AIDS. Nel 1999 le raccomandazioni dell'ICPD + 5 sono state ampliate per includervi anche l'impegno per l'educazione, la ricerca e la prevenzione della trasmissione da madre a figlio dell'AIDS, nonché allo sviluppo di vaccini e microbicidi (vedi Biocida).
Il programma di azione del Cairo è stato adottato da 184 Stati membri dell'ONU. Tuttavia molti stati dell'America Latina e islamici hanno formalmente espresso riserve nei confronti del programma, in particolare, sulla nozione di diritti riproduttivi e di libertà sessuale, sul trattamento dell'aborto e la loro potenziale incompatibilità con la legge islamica espressa nella Sharia.

### Piattaforma di Pechino
La quarta "Conferenza mondiale sulle donne" di Pechino nel 1995, nella sua dichiarazione non vincolante e nella piattaforma d'azione, ha sostenuto la definizione di salute riproduttiva del programma del Cairo, ma ha stabilito un contesto più ampio dei diritti riproduttivi:
La piattaforma di Pechino ha delimitato dodici aree critiche interrelate dei diritti umani delle donne che richiedono un'attenzione particolare. La piattaforma ha incrociato i diritti riproduttivi delle donne come "diritti umani indivisibili, universali e inalienabili".

### Principi di Yogyakarta
I principi di Yogyakarta sull'applicazione della legge internazionale sui diritti dell'uomo in relazione all'orientamento sessuale e all'identità di genere, proposti da un gruppo di esperti nel novembre del 2006 ma non ancora incorporati dagli Stati nel diritto internazionale, dichiara nel suo preambolo che "la comunità internazionale ha riconosciuto i diritti delle persone a decidere liberamente e responsabilmente su questioni legate alla loro sessualità, comprese la salute sessuale e riproduttiva, prive di coercizione, discriminazione e violenza".
Per quanto concernente la salute riproduttiva il principio 9 dichiara "il diritto al trattamento con l'umanità durante la detenzione" imponendo che "gli Stati [...] pongano un accesso adeguato all'assistenza medica e alla consulenza adeguata alle esigenze dei detenuti, alle particolari esigenze delle persone in base al loro orientamento sessuale e all'identità di genere, anche riguardo alla salute riproduttiva, all'accesso all'informazione e alla terapia dell'HIV/AIDS e all'accesso alla terapia ormonale o ad altre terapie, nonché ai trattamenti di riassegnazione di genere a piacimento".
Tuttavia i paesi africani, caraibici e islamici, così come la Federazione Russa, hanno obiettato sull'uso di questi principi come standard per i diritti umani.

### Altro
Il primo libro di testo giuridico sulla legislazione sui diritti riproduttivi è  Cases on Reproductive Rights and Justice di Melissa Murray e Kristin Luker, ed è stato pubblicato nel 2015 dalla "Foundation Press".

### Abusi di Stato
Gli abusi di Stato contro i diritti riproduttivi sono avvenuti sia sotto i governi di destra che di sinistra. Tali abusi comprendono i tentativi di aumentare con forza il tasso di natalità: una delle politiche nataliste più famose del XX secolo è quella che si è verificata nella Repubblica Socialista di Romania nel periodo tra il 1967 e il 1990 durante il potere del leader comunista Nicolae Ceaușescu, che ha adottato una politica natalista molto aggressiva che includeva l'abolizione dell'aborto e della contraccezione, dei test di gravidanza per le donne, le imposte sull'infanzia e la discriminazione legale contro le persone senza figli; un esempio opposto si è verificato nella Repubblica Popolare Cinese attraverso i suoi tentativi di ridurre il tasso di fecondità con la Politica del figlio unico (1978-2015).
Il matrimonio forzato con lo Stato come mandante è stato praticato anche dai governi autoritari come un modo per soddisfare gli obiettivi della crescita della popolazione: il regime dei Khmer rossi nella Kampuchea Democratica ha costretto sistematicamente le persone al matrimonio, per aumentare la popolazione e poter così continuare la rivoluzione.
Alcuni governi hanno implementato politiche eugenetiche di sterilizzazione forzata per gruppi di popolazione "indesiderati". Tali politiche sono state condotte contro le minoranze etniche sia in Europa sia in America del Nord nella prima metà del XX secolo e più recentemente in America Latina contro la popolazione indigena negli anni '90; in Perù il presidente Alberto Fujimori (in carica dal 1990 al 2000) è stato accusato di genocidio e crimini contro l'umanità a seguito di un programma di sterilizzazione messo in atto dalla sua amministrazione e destinato ai popoli indigeni (soprattutto i Quechua e gli Aymara).

## Divieto di sterilizzazione e di aborto forzato
La Convenzione del Consiglio d'Europa sulla prevenzione e la lotta contro la violenza nei confronti delle donne e la violenza domestica (convenzione di Istanbul), il primo strumento giuridicamente vincolante in Europa nel campo della violenza contro le donne e della violenza domestica, vieta la sterilizzazione forzata e l'aborto forzato:
a) l'esecuzione di un aborto su una donna senza il suo consenso preventivo e informato;
b) eseguire un intervento chirurgico che abbia lo scopo o l'effetto di interrompere la capacità di una donna di riprodursi naturalmente senza il suo consenso e priva della conoscenza adeguata del procedimento."»

## Diritti umani
Poiché la maggior parte degli strumenti giuridicamente vincolanti internazionali in materia di diritti umani non menziona esplicitamente i diritti sessuali e riproduttivi, un'ampia coalizione di Organizzazioni non governative (ONG), di funzionari ed esperti che lavorano in organizzazioni internazionali promuove una reinterpretazione di tali strumenti per collegare la realizzazione dei diritti umani già internazionalmente riconosciuti con la realizzazione dei diritti riproduttivi. Un esempio di questo collegamento è fornito dal "programma d'azione del 1994 del Cairo":
Allo stesso modo Amnesty International ha sostenuto che la realizzazione dei diritti riproduttivi è legata alla realizzazione di una serie di diritti umani riconosciuti, tra cui il diritto alla salute, il diritto alla libertà dalla discriminazione, il diritto alla vita privata e il diritto di non essere sottoposti alla tortura o al maltrattamento.
Tuttavia non tutti gli Stati hanno accettato l'inclusione dei diritti riproduttivi nel corpo dei diritti umani riconosciuti a livello internazionale. Alla "Conferenza del Cairo" diversi Stati hanno formulato numerose riserve nei riguardi del concetto di diritti riproduttivi o al loro contenuto specifico. L'Ecuador, per esempio, ha dichiarato che:
Riserve simili sono state effettuate anche dall'Argentina, dalla Repubblica Dominicana, da El Salvador, dall'Honduras, da Malta, dal Nicaragua, dal Paraguay, dal Perù e dalla Città del Vaticano.
Vari paesi islamici, quali Brunei, Gibuti, Iran, Giordania, Kuwait, Libia, Siria, Emirati Arabi Uniti e Yemen hanno mosso ampie riserve su qualsiasi elemento del programma che potrebbe essere interpretato come contrario alla legislazione islamica della Sharia. Il Guatemala ha inoltre messo anche in discussione la questione se la conferenza possa arrogarsi il diritto di proclamare legalmente dei nuovi tipi di diritti umani.

## Diritti delle donne
Il Fondo delle Nazioni Unite per la popolazione (UNFPA) e l'Organizzazione Mondiale della Sanità (OMS) sostengono i diritti riproduttivi con un'enfasi primaria posta sui diritti delle donne. A questo proposito l'ONU e l'OMS si concentrano su una serie di temi quali l'accesso ai servizi di pianificazione familiare, l'educazione sessuale, la menopausa e la riduzione della fistola ostetrica, oltre che al rapporto tra salute riproduttiva e stato economico.
I diritti riproduttivi delle donne sono avanzati nel contesto del diritto alla libertà di discriminazione e dello status sociale e della condizione economica femminile. Il gruppo "Development Alternatives with Women for a New Era" (DAWN) hanno spiegato il collegamento nella seguente dichiarazione:
I diritti riproduttivi delle donne hanno da tempo mantenuto lo status di questione chiave nel dibattito sulla sovrappopolazione.
Sono stati fatti tentativi di analizzare le condizioni socioeconomiche che incidono sulla realizzazione dei diritti riproduttivi di una donna. Il termine "giustizia riproduttiva" è stato usato per descrivere questi più ampi di problemi sociali ed economici. I sostenitori della giustizia riproduttiva sostengono che mentre il diritto all'aborto legalizzato e alla contraccezione si applica a tutti, queste scelte sono significative solo per coloro che hanno risorse e che esiste un crescente divario tra accesso effettivo e possibilità di accessibilità.

## Diritti degli uomini
I diritti riproduttivi degli uomini sono stati rivendicati da diverse organizzazioni, sia per i problemi della salute riproduttiva, sia per altri diritti legati alla riproduzione sessuale.
Tre temi internazionali nella salute riproduttiva degli uomini sono le malattie trasmesse sessualmente, il cancro e l'esposizione alle tossine.
Recentemente il diritto riproduttivo degli uomini per quanto riguarda la paternità è diventato oggetto di dibattito negli Stati Uniti d'America. Il termine "aborto maschile" (alternativo alla dizione "rinuncia alla paternità legale") è stato coniato da Melanie McCulley, avvocato della Carolina del Sud, in un articolo del 1998. La teoria inizia con la premessa che quando una donna diventa incinta ha la possibilità di aborto, adozione o maternità; nel contesto dell'uguaglianza di genere legalmente riconosciuta, che nei primi stadi della gravidanza il padre putativo (o presunto) dovrebbe avere anch'egli il diritto di rinunciare a tutti i futuri diritti dei genitori e alla sua responsabilità finanziaria, lasciando la madre informata con le stesse tre opzioni.
Questo concetto è stato sostenuto da un ex presidente dell'organizzazione femminista National Organization for Women, l'avvocatessa Karen DeCrow. L'argomento femminista per la scelta riproduttiva maschile sostiene che la mancanza di capacità di scelta ugualmente riconosciuta tra uomini e donne per quanto riguarda la genitorialità è la prova di una coercizione forzata a livello statale che sta favorendo il ruolo di genere sessuale tradizionale.
Nel 2006 il "National Center for Men" (Centro nazionale per gli uomini) ha presentato un caso negli Stati Uniti, "Dubay v. Wells" (soprannominato il "Roe contro Wade per gli uomini"), che sosteneva che in caso di gravidanza non prevista, quando una donna non sposata informa l'uomo che è incinta di suo figlio, l'uomo dovrebbe avere l'opportunità di rinunciare a tutti i diritti e alle responsabilità di paternità.
I sostenitori affermano che ciò permetterebbe alla donna di prendere una decisione informata e che darebbe agli uomini gli stessi diritti riproduttivi delle donne. Nel suo rigetto del caso, la "Corte di Appello degli Stati Uniti" (Sesto Circuito) ha affermato che "il XIV emendamento della Costituzione degli Stati Uniti d'America non nega [allo Stato] il potere di trattare diverse categorie di persone in modi diversi".
La possibilità di dare agli uomini l'opportunità del disconoscimento di paternità è fortemente discussa e dibattuta.

## Accesso ai diritti riproduttivi per i giovani
Alla gioventù viene spesso negato dall'accesso paritario ai servizi sanitari riproduttivi, in quanto gli operatori sanitari considerano inaccettabile l'attività sessuale dell'adolescente, oppure viene demandata la formazione sessuale alla responsabilità dei genitori. I fornitori di salute riproduttiva hanno poca responsabilità nei confronti dei clienti più giovani, un fattore primario questo per negare l'accesso dei giovani all'assistenza sanitaria riproduttiva.

### Africa
Molte gravidanze non intenzionali derivano dai metodi contraccettivi tradizionali o da una mancanza completa di misure contraccettive.
Il grado di educazione sessuale giovanile in Uganda è relativamente bassa. L'istruzione generale sulle questioni riguardanti la sessualità non è generalmente insegnata nelle scuole; ed anche se lo era, la maggioranza dei giovani non rimaneva a scuola dopo l'età di quindici anni, per cui l'informazione sarebbe stata limitata a prescindere.
L'Africa presenta elevati tassi di gravidanza involontaria, insieme ad elevati tassi di HIV/AIDS. Le giovani donne di età compresa tra 15 e i 24 anni sono otto volte più inclini ad avere l'HIV/AIDS rispetto ai giovani. L'aborto tentato e l'aborto non sicuro sono un rischio per i giovani in Africa.; in media ci sono 2,4 milioni di aborti non sicuri in Africa Orientale, 1,8 milioni in Africa Occidentale, oltre 900.000 in Medio Oriente e oltre 100.000 nell'Africa Australe ogni anno.
In Uganda l'aborto è illegale, salvo quello eseguito nel tentativo di salvare la vita della madre; tuttavia il 78% degli adolescenti riferisce di conoscere qualcuno che ha avuto un aborto e la polizia non sempre persegue chiunque abbia commesso un aborto. Secondo quanto detto il 22% di tutte le morti materne nell'area derivano da aborti illegali e non sicuri.

### Unione Europea
Oltre l'85% delle donne europee (comprendenti tutte le età) hanno utilizzato una qualche forma di controllo delle nascite nel corso della loro vita. Gli abitanti dell'intero continente europeo utilizzano la pillola anticoncezionale e il profilattico come contraccettivi più comunemente usati.
La pianificazione familiare è diventata prominente in tutta la regione e la maggior parte dei tabù riguardanti la sessualità sono stati rimosso o comunque diminuiti considerevolmente. I centri sanitari per la salute sessuale e riproduttiva giovanile sono stati stabiliti nella maggior parte della regione. In Svezia circa l'80% delle ragazze e il 17% dei ragazzi hanno visitato questi centri giovanili, che forniscono tutti o quasi tutti i servizi di cui i giovani hanno bisogno con poca o nessuna spesaa.
Gli svedesi hanno anche la più alta percentuale di uso di metodi anticoncezionali nel corso della vita, con il 96% di loro che affermano di aver utilizzato un qualche sistema di controllo delle nascite ad un certo punto della loro vita. La Svezia ha anche un alto tasso autoctono di uso della contraccezione post-coitale. Un'analisi anonima condotta nel 2007 tra i diciottenni svedesi ha mostrato che tre giovani su quattro erano sessualmente attivi, mentre il 5% ha riferito di aver avuto un aborto e il 4% ha segnalato la contrazione di una malattia sessualmente trasmissibile (STI). Esistono centri simili in Estonia, Finlandia e Portogallo.
Le opinioni sulla pratica sessuale variano in tutta la regione; ad esempio nel Regno Unito il sesso tra i giovani è generalmente guardato male e visto come un problema che ha bisogno di una qualche soluzione. Nei Paesi Bassi invece il sesso tra i giovani è considerato normale e pertanto non viene discusso in termini di soluzioni, ma piuttosto in termini di garantire pratiche sicure. Detto questo, il Regno Unito tende a concentrarsi sulla cessazione del comportamento sessuale, mentre i Paesi Bassi si concentrano sulla costruzione dell'autostima e delle relazioni sane.

### America Latina
In Ecuador l'istruzione e il ceto sociale svolgono un ruolo importante nella definizione del numero di giovani donne che entrano in gravidanza; mentre il 50% delle giovani donne analfabete rimane incinta, rispetto all'11% delle ragazze con almeno un livello di istruzione secondaria. Lo stesso vale per le persone più povere: il 28% rimane incinta contro solo l'11% delle giovani donne provenienti da famiglie più benestanti. Inoltre l'accesso ai diritti riproduttivi, inclusi i contraccettivi, è limitato a causa dell'età e della percezione della moralità femminile.
I fornitori di assistenza sanitaria spesso discutono teoricamente della contraccezione, ma non come un dispositivo da utilizzare regolarmente. Le decisioni relative all'attività sessuale spesso comportano segretezza e tabù, nonché la mancanza di accesso ad informazioni serie ed accurate. Ancora più significativo è il fatto che le giovani donne hanno un accesso molto più facile alle cure sanitarie materne di quanto non lo abbiano per l'aiuto contraccettivo, il che aiuta a spiegare i tassi di gravidanza elevati presenti nella regione.
Le percentuali di gravidanza adolescenziale in America Latina sono di oltre un milione ogni anno.

### Stati Uniti d'America
Tra gli adolescenti sessualmente esperti, il 78% delle femmine adolescenti e l'85% dei maschi adolescenti hanno usato la contraccezione già la prima volta che hanno avuto un rapporto sessuale; 86% e il 93% rispettivamente di queste stesse femmine e maschi hanno riferito di aver usato la contraccezione l'ultima volta che avevano fatto sesso. Il profilattico maschile è il metodo più utilizzato durante il primo rapporto, anche se il 54% delle giovani donne negli Stati Uniti si affida alla pillola anticoncezionale.
I giovani negli Stati Uniti non sono più sessualmente attivi degli individui di altri paesi sviluppati, ma sono notevolmente meno informati sulla contraccezione e le pratiche di sesso sicuro. Dal 2006 in poi solo venti Stati hanno richiesto l'educazione sessuale nelle scuole - di questi, solo dieci danno le informazioni necessarie sulla contraccezione.
Nel complesso meno del 10% degli studenti americani riceve un'adeguata educazione sessuale che comprende la copertura topica dell'aborto, l'omosessualità, le relazioni intime, la gravidanza e la prevenzione delle malattie sessualmente trasmissibili (STI). L'educazione sessuale all'astinenza è stata la sola utilizzata in gran parte degli Stati Uniti nel corso degli anni '90 e nei primi anni 2000. Sulla base del principio morale che il sesso al di fuori del matrimonio è inaccettabile, i programmi spesso ingannavano gli studenti sui loro diritti relativi alla sessualità, sulle conseguenze e la prevenzione della gravidanza e sulle STI.
Secondo la statistica del 2006 una persona su tre negli Stati Uniti contrae una STI all'età di 24 anni e all'età di 20 anni il 40% delle donne sono state messe in stato di gravidanza. Secondo i Centri per la prevenzione e il controllo delle malattie i giovani dai 15 ai 24 anni rappresentano il 50% di tutti i nuovi contagiati da STI, le più diffuse delle quali sono il Virus del papilloma umano (HPV) e le Infezioni da clamidia.
La pianificazione familiare negli Stati Uniti può essere costosa e spesso non è coperta da piani assicurativi; tuttavia, a partire dal 23 settembre 2010, a seguito dell'approvazione del "Patient Protection and Affordable Care Act" sono disponibili servizi preventivi, inclusa la contraccezione, la consulenza (Counseling) e lo screening per le STI, a tutte le donne assicurate senza co-pay.
In 24 degli stati federati degli Stati Uniti d'America è stata approvata la legislazione che richiedeva per le donne che cercavano un aborto ad sottoporsi ad ultrasuoni almeno 24 ore prima di esso. Oltre al requisito dell'ecografia diversi altri Stati, come ad esempio il Texas, hanno approvato la legislazione che prevede che gli impianti che forniscano aborti siano classificati come centri di chirurgia ambulatoriale, nonostante le basse percentuali di complicanze di aborto ogni anno. Molte persone considerano questo tipo di legislazione come un modo per scoraggiare le donne ad ottenere aborti. La Corte Suprema degli Stati Uniti d'America ha colpito la legge più recente del Texas che avrebbe ridotto il numero di strutture in grado di dare aborti a soli otto centri in tutto lo Stato.

## Critiche
Alcuni avversari dell'aborto legalizzato appartenenti al movimento pro-life considerano il termine "diritti riproduttivi" come un eufemismo che si dirige verso "emozioni ondeggianti" a favore dell'aborto. Il "National Right to Life Committee" ha fatto riferimento ai "diritti riproduttivi" come un "termine carezzevole" e "la parola in codice per i diritti di aborto".